# Heinrich von Bokholt (Ratsherr, 1308)

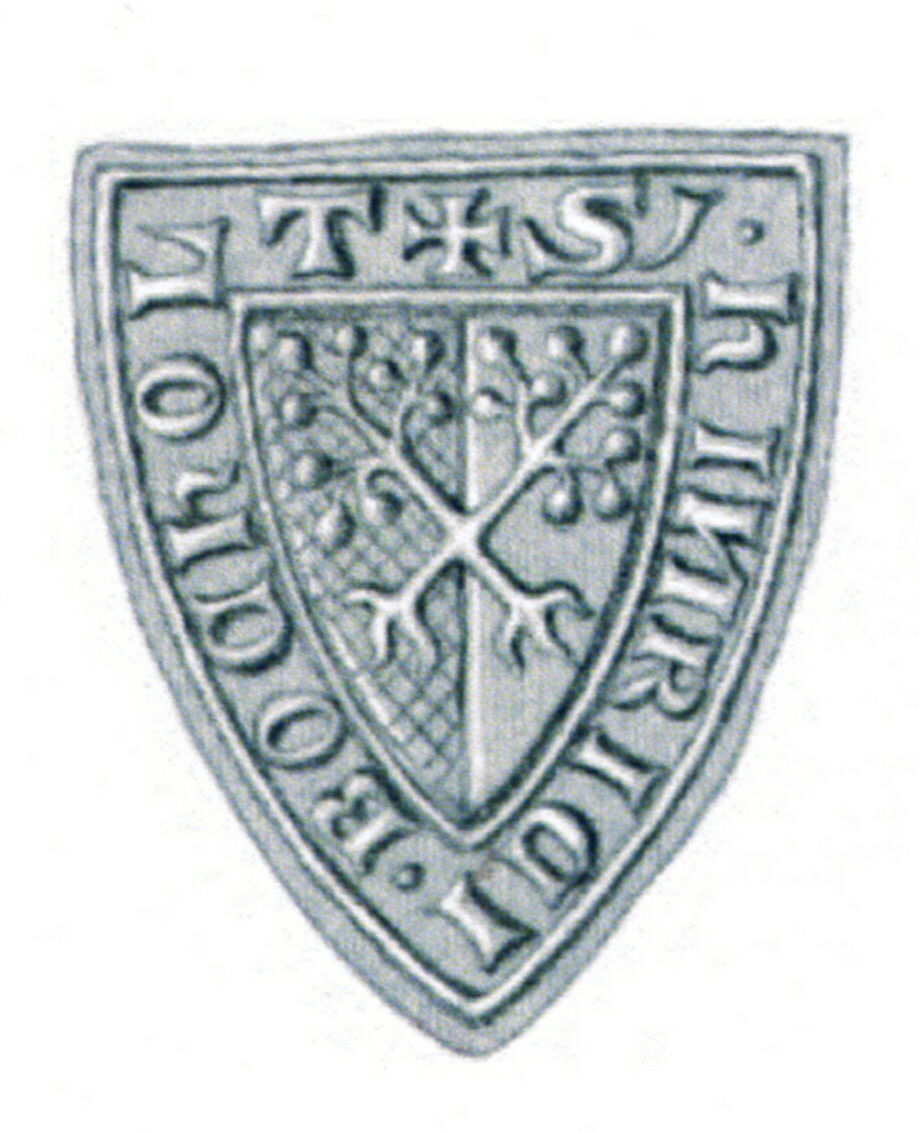
Siegel des Ratsherren Heinrich Bokholt

Heinrich von Bokholt (* in Lübeck; † 1346 wohl ebenda) war Ratsherr der Hansestadt Lübeck.

## Leben
Heinrich von Bokholt war ein Sohn des Lübecker Bürgers Siegfried von Bokholt und Enkel des von 1256 bis 1272 belegten Lübecker Ratsherrn Siegfried von Bokholt. Von 1308 bis 1346 ist er in Lübeck als Ratsherr belegt. Er war ab 1327 Vorsteher des St.-Johannis-Klosters der Zisterzienserinnen in Lübeck.
Sein Onkel, der Lübecker Bischof Heinrich II. Bochholt setzte ihn zu einem seiner Testamentsvollstrecker ein; weiterer Testamentsvollstrecker von Bischof Heinrich II. wurden die Lübecker Bürgermeister Eberhard von Alen und Marquard von Coesfeld.
Er bewohnte seit 1323 das Hausgrundstück Wahmstraße 36 in Lübeck und war Eigentümer eines Anteils von Roggenhorst. Von seinen Söhnen wurde Heinrich Dekan des Domkapitels im schwedischen Lund, Lorenz Domherr in Schleswig und Gerhard Ratsherr in Greifswald. Eine namentlich nicht benannte Tochter Bokholts heiratete den Lübecker Ratsherrn Johann Constantin. Seine Tochter Adelheid heiratete den Lübecker Ratsherrn Arnold Wlome und seine Tochter Hille heiratete den Lübecker Ratsherrn Wedekin Klingenberg.
Der Ratsherr Siegfried von Bokholt (Ratsherr, 1290) war sein Bruder.